# Судья (спорт)

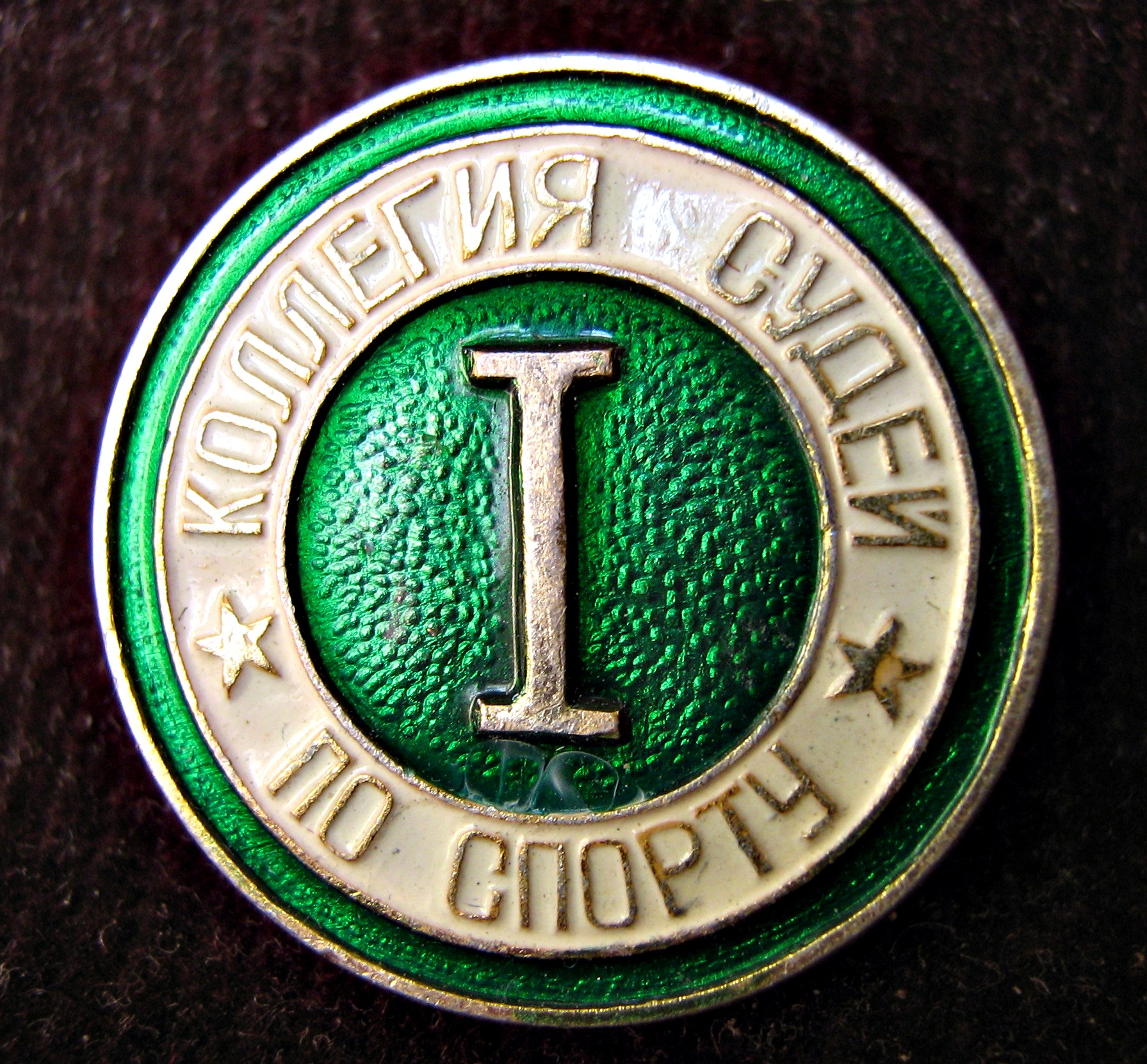
Значок судьи по спорту первой категории. Советский Союз.

Судья, арбитр (от лат. arbiter «третейский судья»), рефери́ (англ.  referee, от лат. referō «относить», также «судить») — человек, контролирующий ход спортивного состязания. 
Судья даёт сигнал к началу и окончанию состязания, контролирует время игры, фиксирует результаты спортсменов. Судья также следит за тем, чтобы во время проведения спортивных состязаний (на ринге, площадке, дистанции, ковре, корте, старте и финише) спортсмены-участники и другие лица (тренеры, зрители и т. д.) соблюдали установленные правила игры (соревнований) и при необходимости назначает наказания за нарушения правил. Без судейства не обходится ни одно серьёзное соревнование, даже, так называемые, бои без правил. Как правило, люди осуществляющие судейство, имеют вторую основную профессию.

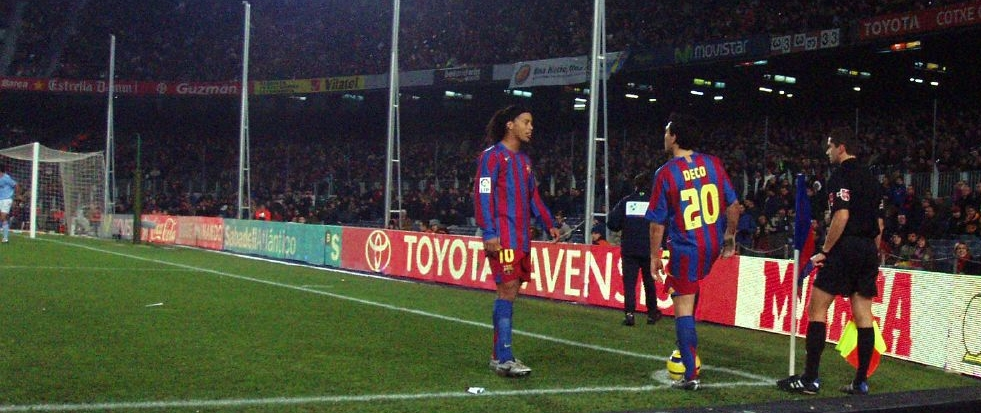
Футбол. Судья на линии следит за соблюдением правил при исполнении углового

Одновременно соревнования могут обслуживать несколько судей, как, например, в футбольном судействе. В этом случае назначается главный судья этапа соревнований, за которым остаётся решающее слово. Для общего руководства большими чемпионатами (олимпиадами, спартакиадами) создаются специальные судейские коллегии, в которые входит главный судья, заместители, главный секретарь и рядовые члены.

## Система спортивного судейства в России

В России понятие спортивного судьи, его права и обязанности определяются Федеральным законом от 4 декабря 2007 г. № 329-ФЗ «О физической культуре и спорте в Российской Федерации». Организация и контроль спортивного судейства находится в юрисдикции федерального органа исполнительной власти, осуществляющего функции по выработке и реализации государственной политики и нормативно-правовому регулированию в сфере физической культуры и спорта, а также правоприменительные функции и функции по контролю и надзору в сфере физической культуры и спорта, и которое разрабатывает и утверждает нормативные документы. В настоящее время таким органом является Министерство спорта РФ.
Положением о спортивных судьях (последняя редакция утверждена приказом Минспорта № 913 от «30» сентября 2015 г.) установлены следующие категории спортивных судей в России:
- Спортивный судья всероссийской категории;
- Спортивный судья первой категории;
- Спортивный судья второй категории;
- Спортивный судья третьей категории;
- Юный спортивный судья.

Всероссийская судейская категория была введена Положением, утвержденным Приказом Федерального агентства по физической культуре и спорту (Росспорт) № 740 «07» ноября 2006 г. До этого момента в Российской федерации старшей судейской категорией была республиканская категория, которая стала таковой после ликвидации всесоюзной спортивной судейской категории. В период с 2006 по 2015 год она приравнивалась к всероссийской, с 2015 года требуется ее переоформление в статусе всероссийской.

Кроме того, в системе российского спорта существует почётное звание «Почётный спортивный судья России», возрожденное в системе спорта Положением, утвержденным Приказом Федерального агентства по физической культуре и спорту (Росспорт) № 634 «25» сентября 2006 г. Ранее такое почётное звание существовало в системе спорта СССР.

## Судья в международных соревнованиях
В России законодательно не существует судейской категории «Спортивный судья международной категории». Эти категории присваиваются международными спортивными федерациями, что даёт право этим судьям обслуживать состязания на международных соревнованиях. В России судья может указывать в протоколах соревнований свою международную категорию только если ему присвоена всероссийская судейская категория. В 1975 в СССР было 402 судьи международной категории, 37 международных гроссмейстеров и 57 международных мастеров по шахматам и соответственно 3 и 14 — по шашкам.

## Судейский профессионализм и зрительские симпатии
Судейский профессионализм и зрительские симпатии понятия зачастую несовместимые. Судья, как бы хорош он ни был в профессиональном плане, не может угодить всем, особенно в ситуациях, когда соперники практически равны по силе. Одним из ярких примеров является судейство аргентинцем Орасио Элисондо финальной игры Чемпионата мира по футболу, когда за грубое нарушение правил им был удалён француз Зинедин Зидан. Международная федерация футбольной истории и статистики (IFFHS) назвала Орасио лучшим арбитром 2006 года, но, тем не менее, неутихающие споры вокруг решения судьи вынудили последнего спустя несколько месяцев заявить об окончании карьеры футбольного арбитра.